# Tagea Brandt Rejselegat
A Tagea Brandt Rejselegat (utazási ösztöndíj) a nők által a tudomány, irodalom és művészetek terén nyújtott kiemelkedő tevékenység elismerésére szolgáló dán díj. Az ösztöndíjat, amit pályáztatás nélkül ítélnek oda, Vilhelm Brandt (1854–1921) dán nagyiparos alapította és finanszírozta 1905-ben fiatalon elhunyt felesége, az aktív feminista, Tagea Brandt (1847-1882) emlékére.
A díjat minden év március 17-én adományozzák, Tagea Brandt születésnapján. Az 1922-ben készült alapító okirat rendelkezése szerint az ösztöndíjat kiemelkedő teljesítményt nyújtó nőknek lehet adományozni a tudományok, a képzőművészetek, a zene, az irodalom és a színházművészet terén (utóbbi esetében különösen a Királyi Dán Színház művésznői számára).
Az első ösztöndíjak kiosztására 1924-ben került sor. A díj összege ekkor 10.000 dán korona volt, amit 1958-ban 15.000-re, 1967-ben 25.000-re, később 50.000-re emeltek. 2012-ben az összeg 75.000 DKK volt.
Az első díjazottak között volt Anna Ancher festőnő, akinek a lánya, Helga Ancher is megkapta 1958-ban ezt az elismerést.
| Év   | Díjazottak |
| ---- | --- |
| 2012 | Annmarie Lassen |
| 2011 | Lene Burkard |
| 2010 | Ulla M. Wewer |
| 2009 | Ida Jessen |
| 2008 | Lone Gram |
| 2007 | Nikoline Werdelin |
| 2005 | Vibeke Hjortdal, Bente Klarlund Pedersen                                                                                    |
| 2004 | Vibeke Mencke Nielsen, Elisabeth Møller Jensen                                                                              |
| 2003 | May Schack, Paprika Steen                                                                                                   |
| 2002 | Bine Bryndorf, Dorte Dahlin                                                                                                 |
| 2001 | Anne Marie Løn, Linda Nielsen                                                                                               |
| 2000 | Kirsten Christensen, Christina Åstrand                                                                                      |
| 1999 | Vibeke Grønfeldt, Kirsten Nielsen                                                                                           |
| 1998 | Maja Lisa Engelhardt, Dorte Juul Jensen, Silja Schandorff                                                                   |
| 1997 | Inger Dam-Jensen, Kirsten Lockenwitz, Marianne Schwartz                                                                     |
| 1996 | Minna Skafte Jensen, Kirsten Thorup                                                                                         |
| 1995 | Kirsten Dehlholm, Elisabeth Meyer-Topsøe                                                                                    |
| 1994 | Gudrun Boysen, Ditte Gråbøl, Kirsten Ortwed                                                                                 |
| 1993 | Vita Andersen, Tina Kiberg, Brigitte Kolerus                                                                                |
| 1992 | Merete Barker, Kirsten Hastrup                                                                                              |
| 1991 | Dyveke Helsted, Ulla Henningsen, Nanna Hertoft, Anita Jørgensen, Bodil Wamberg                                              |
| 1990 | Martha Christensen, Karin Hammer, Heidi Ryom, Margrete Sørensen                                                             |
| 1989 | Lisbeth Balslev, Karen-Lise Mynster, Pia Tafdrup                                                                            |
| 1988 | Inge Bjørn, Inge Bønnerup, Inger Dübeck, Dea Trier Mørch                                                                    |
| 1987 | Kirsten Lehfeldt, Dorte Olesen, Hanne Marie Svendsen                                                                        |
| 1986 | Else Marie Bukdahl, Annemarie Dybdal, Anne Øland                                                                            |
| 1985 | Suzanne Brøgger, Anne E. Jensen, Inger Lous, Kirsten Olesen, Hanne Varming                                                  |
| 1984 | Lily Broberg, Margareta Mikkelsen, Inga Nielsen, Karin Nathorst Westfelt                                                    |
| 1983 | Ellen Andersen, Bodil Gøbel, Ann-Mari Max Hansen, Vera Myhre                                                                |
| 1982 | Marie-Louise Buhl, Linda Hindberg, Lis Jeppesen, Alev Siesbye, Elisabeth Westenholz                                         |
| 1981 | Michala Petri, Elin Reimer, Ulla Ryum, Helle Thorborg, Mette Warburg                                                        |
| 1980 | Agnete Weis Bentzon, Bodil Gümoes, Berit Hjelholt, Dorrit Willumsen                                                         |
| 1979 | Inger Ejskjær, Else Paaske, Eva Sørensen                                                                                    |
| 1978 | Ester Boserup, Inger Christensen, Sorella Englund, Elsa Grave, Ida Ørskov                                                   |
| 1977 | Marie Bjerrum, Edith Guillaume                                                                                              |
| 1976 | Mette Hønningsen, Edith Reske-Nielsen, Lise Warburg                                                                         |
| 1975 | Cecil Bødker, Anna Ladegaard, Anne Riising, Astrid Villaume                                                                 |
| 1974 | Tove Clemmensen, Vivi Flindt, Vibeke Klint, Ghita Nørby                                                                     |
| 1973 | Grethe Heltberg, Bodil Udsen, Lise Østergaard                                                                               |
| 1972 | Grethe Krogh, Birgitte Price, Kirsten Rosendal                                                                              |
| 1971 | Lone Koppel, Grete Olsen, Elsa-Marianne von Rosen                                                                           |
| 1970 | Margrethe Lomholt, Kirsten Simone, Esther Vagning, Lily Weiding                                                             |
| 1969 | Tove Birkelund, Gutte Eriksen, Bonna Søndberg, Susse Wold                                                                   |
| 1968 | Else Margrete Gardelli, Anna Lærkesen, Agnete Munch-Petersen                                                                |
| 1967 | Kirsten Hermansen, Inge Lehmann, Lise Ringheim, Sally Salminen                                                              |
| 1966 | Franciska Clausen, Alette Garde, Elsa Gress, Bodil Jerslev Lund, Dora Sigurdsson, Agnete Zacharias                          |
| 1965 | Grethe Hjort, Inge Hvid-Møller, Berthe Qvistgaard                                                                           |
| 1964 | Lisbeth Munch-Petersen, Sole Munck, Jane Muus, Liselotte Selbiger                                                           |
| 1963 | Erna Bach, Maria Garland, Anna Klindt Sørensen, Toni Lander                                                                 |
| 1962 | Gudrun Brun, Lisa Engqvist, Tutter Givskov, Margrethe Schanne                                                               |
| 1961 | Else Alfelt, Henny Harald Hansen, Elise Wesenberg Lund                                                                      |
| 1960 | Lise Engbæk, Tove Olafsson, Ragna Rask-Nielsen, Marie Wandel                                                                |
| 1959 | Eli Fischer-Jørgensen, Jolanda Rodio, Lilian Weber Hansen                                                                   |
| 1958 | Helga Ancher, Sigrid Flamand Christensen, Ellen Gilberg, Ruth Guldbæk, Herdis von Magnus                                    |
| 1957 | Else Marie Bruun, Sophie Petersen, Anne Marie Telmányi                                                                      |
| 1956 | Marie Hammer, Elise Heide-Jørgensen, Elsa Sigfuss, Gertrud Vasegaard                                                        |
| 1955 | Marlie Brande, Marie Gudme Leth, Hilde Levi                                                                                 |
| 1954 | Else Jena, Inger Møller, Else Kai Sass                                                                                      |
| 1953 | Tove Ditlevsen |
| 1952 | Ingeborg Brams, Bodil Kjer                                                                                                  |
| 1951 | Ellen Gottschalch, Margrethe Hald                                                                                           |
| 1950 | Augusta Unmack |
| 1949 | Dorothy Larsen, Edith Oldrup Pedersen, Agnete Varming                                                                       |
| 1948 | Lis Ahlmann, Anna Borg, Henny Glarbo, Aase Hansen                                                                           |
| 1947 | Erna Christensen, Elisabeth v.d. Hude, Ellen Birgitte Nielsen, Ebba Wilton                                                  |
| 1946 | Esther Ammundsen, Fanny Halstrøm, Gerda Henning, Juliane Sveinsdottir                                                       |
| 1945 | Inger Margrethe Boberg, Else Brems, Hulda Lütken, Else Schøtt, Ellen Thomsen                                                |
| 1944 | Ellinor Bro Larsen, Margot Lander, Mary Schou, Johanne Skovgaard                                                            |
| 1943 | Karen Marie Hansen, Ellen Hartmann, Elisabeth Schmedes, Dagmar Starcke, Marie Weitze                                        |
| 1942 | Thyra Eibe, Margrethe Gøthgen, Else Højgaard, Karin Nellemose, Elisabeth Svensgaard                                         |
| 1941 | Anna E. Munch, Elisabeth Neckelmann, Sigrid Neiiendam, Sofie Rifbjerg, Liva Weel                                            |
| 1940 | Bertha Dorph, Olivia Holm-Møller, Astrid Noack, Else Skouboe                                                                |
| 1939 | Karen Blixen, Elisif Fiedler, Ingeborg Nørregaard Hansn, Ingeborg Steffensen, Hedvig Strömgren, Julie Vinter Hansen         |
| 1938 | Johanne Brun, Inge Lehmann, Gerda Ploug Sarp, Ulla Poulsen Skou, Christine Swane                                            |
| 1937 | Birgit Engell, Astrid Friis, Nathalie Krebs, Clara Pontoppidan, Anna Schytte                                                |
| 1936 | Elna Borch, Valborg Borchsenius, Karen Callisen, Ebba Carstensen, France Ellegaard                                          |
| 1935 | Bodil Ipsen, Thit Jensen, Lilly Lamprecht, Valfrid Palmgren Munch-Petersen, Jonna Neiiendam, Johanne Ostenfeld Christiansen |
| 1934 | Karen Bramson, Marie Henriques, Johanne Krarup-Hansen, Eli Møller, Ida Møller                                               |
| 1933 | Helvig Kinch, Edith Rode, Ingeborg Maria Sick, Birgit Trolle                                                                |
| 1932 | Elna Jørgen-Jensen, Tenna Kraft, Hortense Panum, Emilie Ulrich, Olga Wagner                                                 |
| 1931 | Ada Adler, Gunna Breuning-Storm, Astrid Ehrencron-Kidde                                                                     |
| 1930 | Anna Bloch, Marie Krogh, Ingeborg Plockross-Irminger                                                                        |
| 1929 | Ellen Beck, Betty Nansen, Sofie Rostrup, Johanne Stockmarr                                                                  |
| 1928 | Agnes Adler, Lis Jacobsen, Oda Nielsen, Agnes Slott-Møller                                                                  |
| 1927 | Marie Bregendahl, Anna Hude, Gyrithe Lemche, Karin Michaëlis                                                                |
| 1926 | Elisabeth Dons, Anne Marie Carl-Nielsen                                                                                     |
| 1925 | Betty Hennings, Kirstine Meyer                                                                                              |
| 1924 | Anna Ancher, Ellen Jørgensen                                                                                                |

## Fordítás
Ez a szócikk részben vagy egészben a Tagea Brandt Rejselegat című angol Wikipédia-szócikk ezen változatának fordításán alapul.  Az eredeti cikk szerkesztőit annak laptörténete sorolja fel. Ez a jelzés csupán a megfogalmazás eredetét és a szerzői jogokat jelzi, nem szolgál a cikkben szereplő információk forrásmegjelöléseként.